# Leptotrichum subrufescens
Leptotrichum subrufescens là một loài rêu trong họ Ditrichaceae. Loài này được Broth. Müll. Hal. mô tả khoa học đầu tiên năm 1900.